# Wygoda (powiat toruński)
Wygoda – wieś w Polsce położona w województwie kujawsko-pomorskim, w powiecie toruńskim, w gminie Czernikowo.
W latach 1975–1998 miejscowość należała administracyjnie do województwa włocławskiego. Według Narodowego Spisu Powszechnego (III 2011 r.) liczyła 224 mieszkańców. Jest trzynastą co do wielkości miejscowością gminy Czernikowo.

## Elektrownia słoneczna
Na przełomie roku 2015 i 2016, w ciągu 2 miesięcy, w miejscowości na działce o powierzchni 24 tys. m² powstała największa elektrownia słoneczna w Polsce, składająca się z niemal 16 tys. paneli słonecznych, o szacowanej rocznej zdolności produkcyjnej 3,5 tys. MWh. Właścicielem instalacji jest Energa Wytwarzanie S.A.